# Ahmed al-Nami
Ahmed bin Abdullah al-Nami (arabisk: احمد النامي) (13. december 1977 – 11. september 2001) var en af de fire mænd, der nævnes af FBI som flykaprere af United Airlines Flight 93 i terrorangrebet den 11. september 2001.